# Sony Xperia S
El Sony Xperia S (también conocido como Sony Ericsson Nozomi, Sony Ericsson Xperia Arc HD, Sony LT26i y Sony Ericsson Xperia NX en Japón) fue un teléfono inteligente de gama alta lanzado por Sony en enero de 2012, pertenece a la línea NXT de Xperia. Originalmente equipado con el sistema operativo Android 2.3.7 (Gingerbread), recibió una actualización a la versión 4.1.2 (Jelly Bean).
El dispositivo cuenta con una pantalla táctil de 4.3" (110 mm) con motor Sony Mobile BRAVIA, un procesador de 1.5 GHz de doble núcleo, 12.1 megapíxeles de cámara trasera, puerto Micro HDMI, 1 GiB de RAM (668 MiB disponibles para el usuario), memoria interna de 1 a 1.5 GiB para aplicaciones y 32 GiB de almacenamiento interno multimedia (memoria flash).

## Lanzamiento y distribución
Después de que Sony adquirió la participación de Ericsson en la sociedad Sony Ericsson, el evento Consumer Electronics Show celebrado en enero de 2012 en Las Vegas (Estados Unidos) sirvió de plataforma para el lanzamiento al mercado de su primer teléfono inteligente de marca propia, el Sony Xperia S.
Su distribución inició el 29 de febrero de 2012 en Barcelona (España), concordando con el evento Mobile World Congress. Al respecto, la agencia de noticias Reuters señala: «Los consumidores españoles son los primeros en tener en sus manos el nuevo teléfono inteligente Xperia S. Coincidiendo con el Mobile World Congress, Sony Mobile Communications ha hecho disponible de manera exclusiva el Xperia S en el Sony Store de Barcelona».
La distribución a nivel mundial inició el 5 de marzo de 2012, a un precio de lanzamiento de 499 euros.

## Especificaciones técnicas
Fuentes de consulta: Sony, GSMarena,
PhoneArena.

### Diseño
El Sony Xperia S es un teléfono inteligente con factor de forma barra táctil, dimensiones de altura: 128 milímetros (5.04 in), ancho: 64 milímetros (2.52 in) y grosor: 10.6 milímetros (0.42 in) y un peso de 144 gramos (5.08 oz). Se caracteriza físicamente por su barra inferior iluminada, botones de control de volumen y botón físico para la cámara en el lado derecho. Presenta también puertos HDMI y micro USB, conector de audio 3.5 mm para auriculares, cámara con flash LED incorporada en la parte superior trasera y el altavoz debajo de ella.

### Software
El Sony Xperia S ha sido criticado por haber salido con Android 2.3.7 (Gingerbread), cuando su tecnología soportaba Android 4.0 (Ice Cream Sandwich). El sitio web especializado Xataka Android cita al respecto: «[...] es imperdonable en este caso la no inclusión de la última versión de Android 4.0 Ice Cream Sandwich, que ya estaba en el mercado en el momento de la presentación de este Sony Xperia S». La actualización a la versión 4.0.4 está disponible desde septiembre de 2012 y el 19 de octubre de 2012 se anunció oficialmente la actualización a la versión 4.1 (Jelly Bean).

### Hardware
Este dispositivo presenta chip de sistema Qualcomm Snapdragon S3 MSM8260 con procesador de doble núcleo a 1.5 GHz, procesador gráfico (GPU) Qualcomm Adreno 220, memoria RAM de 1024 MB (635 MB reales), memoria interna de 1 a 1.5 GB para aplicaciones y 32 GB de almacenamiento interno multimedia (memoria flash). No presenta ranura para memoria expandible.

### Pantalla
El Sony Xperia S tiene una pantalla con tecnología TFT táctil, capacitiva multitáctil de 4.3 pulgadas, resistente a rayones, 16 777 216 colores, resolución de 1280 x 720 píxeles y con el mismo estilo que tiene Sony en sus televisores: Motor Bravia Móvil y Alta Definición. Además se ha reducido el grosor del cristal de la pantalla evitando los reflejos, lo que le permite que sea más visible a la luz del sol. Con 342 ppi lo convierte en el terminal con más píxeles por pulgada creado en el 2012, siendo superado por varios teléfonos en el 2013 como el Samsung Galaxy S4 y el Sony Xperia Z1.

### Cámara
Su cámara trasera tiene 12.1 megapíxeles (4.000 x 3.000, 4:3), con sensor Sony Exmor R y, en este aspecto, Sony ha superado los terminales de gama alta de la competencia que han optado por 8 Mpx para su cámara principal, siendo así una de las mejores del mercado después del Sony Xperia T (13 Mpx) y el Nokia 808 PureView (41 Mpx) y Nokia Lumia 1020 (41 MP).
Otras características de su cámara principal son: enfoque automático de hasta 16 aumentos (16X), capacidad de hacer barridos panorámicos, panorámicas en 3D con diferentes ángulos, permite grabar video a 1920 x 1080 (1080p HD) (29 fps). Su cámara frontal tiene 1.3 megapíxeles. El dispositivo tiene un botón exclusivo para la cámara con capacidad de tomar instantáneas sin necesidad de hacer foco.

### Batería
Este dispositivo tiene una batería estándar tipo Li-Polymer de 1750 mAh no extraíble. Los tiempos oficiales de reproducción y espera son los siguientes:
- Tiempo de conversación máximo de 8.5 horas.
- Tiempo de espera máximo de 420 horas (17.5 días).
- Tiempo de reproducción de música máximo de 25 horas.
- Tiempo de reproducción de video máximo de 6 horas 30 minutos.

### Conectividad y comunicación
- Conexión nativa USB 2.0 de alta velocidad, soporte de microUSB.
- WiFi IEEE 802.11 b/g/n frecuencia 2.4 GHz.
- Bluetooth 2.1 A2DP/EDR.
- Puerto Micro HDMI Type D.
- DLNA certificado.
- NFC.
- aGPS.
- GLONASS
- ANT+

### Sensores
- Sensor de proximidad.
- Sensor acelerómetro.
- Magnetómetro.
- Sensor giroscópico

### Redes
- GSM/GPRS/EDGE: 850, 900, 1800, 1900 MHz
- UMTS/HSPA: 850, 900, 1900, 2100 MHz

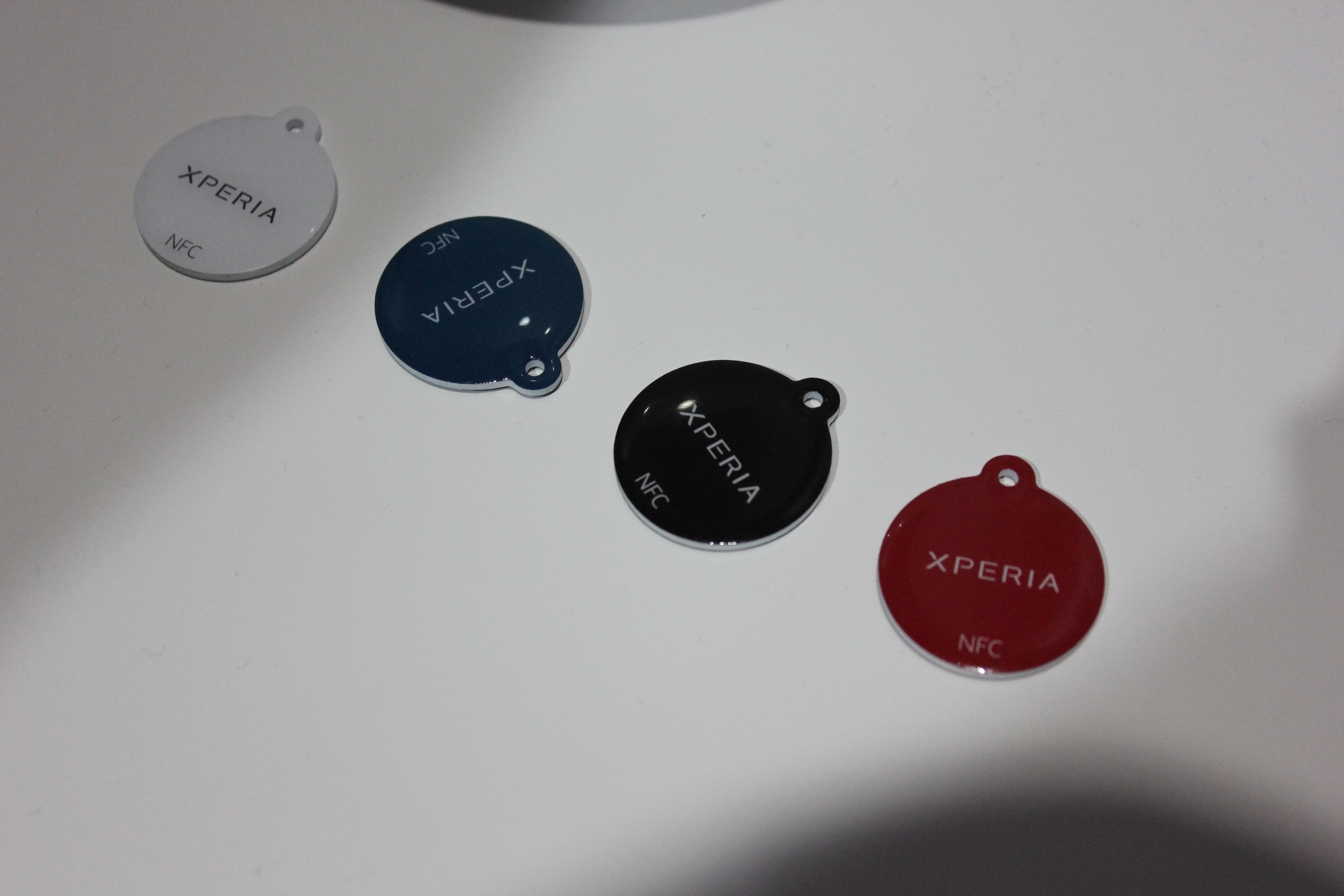
Smat Tags para Sony Xperia

- HSDPA: 14.4 Mbit/s
- HSUPA:5.76 Mbit/s

.

### Etiquetas inteligentes
El Sony Xperia S incluye conectividad NFC. Para su aprovechamiento, Sony ha incluido unas pequeñas etiquetas programables con el terminal llamadas "SmartTags", las cuales toman la forma de pequeños discos de plástico que se pueden adherir o colgar en otros objetos. Al activar la conexión NFC en su correspondiente widget y acercar el dispositivo a la etiqueta, el usuario puede activar las funciones que programó en el teléfono. Cada etiqueta soporta hasta 15 funciones en cola.

### Recepción
Según los especialistas lo mejor del Sony Xperia S es su pantalla y la cámara. Al respecto, el sitio web Movilzona cita: «[...] nos parece muy destacable que Sony haya llevado el límite del cristal de la pantalla hasta el mismo borde. Eso le da al terminal un aspecto de lo más futurista» y en cuanto a la cámara, la misma fuente dice: «Nuestra impresión es que no puede funcionar mejor. Es rápido, es cómodo y con el enfoque táctil funciona a la perfección». Lo más discutible del dispositivo ha sido su diseño. El sitio web Xataka Android concluye: «Lo peor del diseño lo encontramos en su trasera, quizás poco pensada por Sony, ya que cuenta con una tapa extraíble que sólo servirá para insertar la microSIM. Aquí encontramos otro punto negativo, puesto que la batería se encuentra bajo una tapa atornillada, lo que imposibilita su rápida sustitución».

## Configuraciones y funciones
- Manuales interactivos Archivado el 4 de marzo de 2015 en Wayback Machine.